# Idaea rufescens
Idaea rufescens là một loài bướm đêm trong họ Geometridae.